# 哈维耶尔·埃切塔
哈维耶尔·埃切塔（西班牙語：Xabier Etxeita；1987年10月31日—）是一位西班牙足球運動員。在場上的位置是中後衛。他在2014年10月25日打入了自己在西甲的首個進球，在2015年3月4日又打入了自己的第二個進球。